# Hiunchuli
Hiunchuli (हिउँचुली) è il nome di una montagna dell'Himalaya nel centro del Nepal. Si tratta di un'estensione della cima dell'Annapurna sud.
Questa montagna è considerata come una delle più difficili da scalare a causa della difficoltà delle sue vie e per i grossi pericoli di caduta massi e di scariche dai seracchi.